# 草莓树状越桔
草莓树状越桔（学名：Vaccinium arbutoides）为杜鹃花科越桔属下的一个种。

## 扩展阅读
- 維基物種上的相關：草莓树状越桔